# Деоксис
Деоксис (яп. デオキシス Дэокисису, англ. Deoxys) — покемон, существо из серии игр, манги и аниме «Покемон», принадлежащей компаниям Nintendo и Game Freak. Деоксис был создан Кэном Сугимори вместе с командой разработчиков Game Freak и впервые появился в играх Pokémon Ruby и Sapphire, а затем и в различном мерчендайзе, спин-оффах, анимационной и печатной адаптациях франшизы.
Деоксис является мифическим покемоном, появившимся после попадания луча лазера на инопланетный вирус. Существует четыре различные формы покемона: атакующая, защищающаяся, скоростная и обычная. Они отличаются друг от друга внешним видом и характеристиками.
Деоксис играет важную роль в сюжете полнометражного аниме «Покемон: Судьба Деоксиса», вышедшего в 2004 году. Покемон получил хорошие отзывы от критиков, а его образ был использован НАСА для обучения детей.

## Реакция и отзывы
В целом Деоксис был принят критиками положительно. В статье об игре Super Smash Bros. Brawl представитель GameSpy назвал его «одним из самых крутых покемонов». Кет Бейли, редактор сайта 1UP.com, писал о Деоксисе, как о «хорошем утешительном призе» после представленного покемона Даркрая, утверждая, что покемон выглядит в стиле игры My Pokémon Ranch. Представитель IGN назвал его «одним из самых уникальных персонажей в увлекательной вселенной Покемона». Рэймонд Падилла, журналист GamesRadar, писал, что Деоксис и Рейкуаза выглядели очень пугающими в мультфильме «Покемон: Судьба Деоксиса». В списке 100 лучших покемонов, составленным путём голосования пользователей IGN, Деоксис занял 85 место.
В 2005 году НАСА вместе с командой, ответственной за создание карточной игры Pokémon TCG, использовала образ Деоксиса, чтобы рассказать детям о космосе и озоновом слое. НАСА также создала специальные браузерные игры на своём сайте, а американское отделение Nintendo распространяло промо-браслеты и открытки.